# Daniel Rodríguez Sánchez
Daniel Rodríguez Sánchez (Málaga, 14 de enero de 2000), más conocido como Dani Sánchez, es un futbolista español que juega de lateral izquierdo en el Málaga Club de Fútbol de la Segunda División de España .

## Trayectoria
Se formó en las categorías inferiores del CD Tiro Pichón desde 2007 a 2012 y del CD San Félix desde 2012 a 2015, antes de ingresar en La Fábrica del Real Madrid CF en 2015. 
En enero de 2019, regresó a Málaga para jugar en el Atlético Malagueño de la Tercera División de España.
El 29 de agosto de 2019, tras participar en un solo partido, Sánchez fichó por el CD El Ejido de la Tercera División de España, con el que logró el ascenso a la Segunda División B de España.
El 11 de agosto de 2020, firma por la Extremadura UD de la Segunda División B de España por tres temporadas.
El 19 de enero de 2021, Sánchez fue cedido al Linares Deportivo de la Tercera División de España hasta el final de la temporada. 
El 17 de agosto de 2021, firma por el CE Sabadell FC de la recién creada Primera División RFEF.
El 18 de julio de 2022, Sánchez firmó un contrato por un año con el CD Numancia de la Primera División RFEF.
Pese al descenso de categoría del club soriano, el 11 de agosto de 2023, firmó un contrato por dos temporadas con el Málaga Club de Fútbol de la Primera División RFEF, con el que jugó 29 partidos y logró el ascenso a la Segunda División de España.
El 2 de julio de 2024, firmó un nuevo contrato por un año con el club, e hizo su debut en la Segunda División de España el 31 de agosto de 2024, sustituyendo en la segunda parte a Víctor García en la victoria en casa por 2-1 sobre el Albacete Balompié.

## Clubes
| Club                                  | País   | Año       |
| ------------------------------------- | ------ | --------- |
| Atlético Malagueño                    | España | 2019      |
| Club Polideportivo El Ejido 1969      | España | 2019-2020 |
| Extremadura Unión Deportiva           | España | 2020-2021 |
| Centre d'Esports Sabadell Futbol Club | España | 2021-2022 |
| Club Deportivo Numancia de Soria      | España | 2022-2023 |
| Málaga Club de Fútbol                 | España | 2023-Act. |